# Förkromning

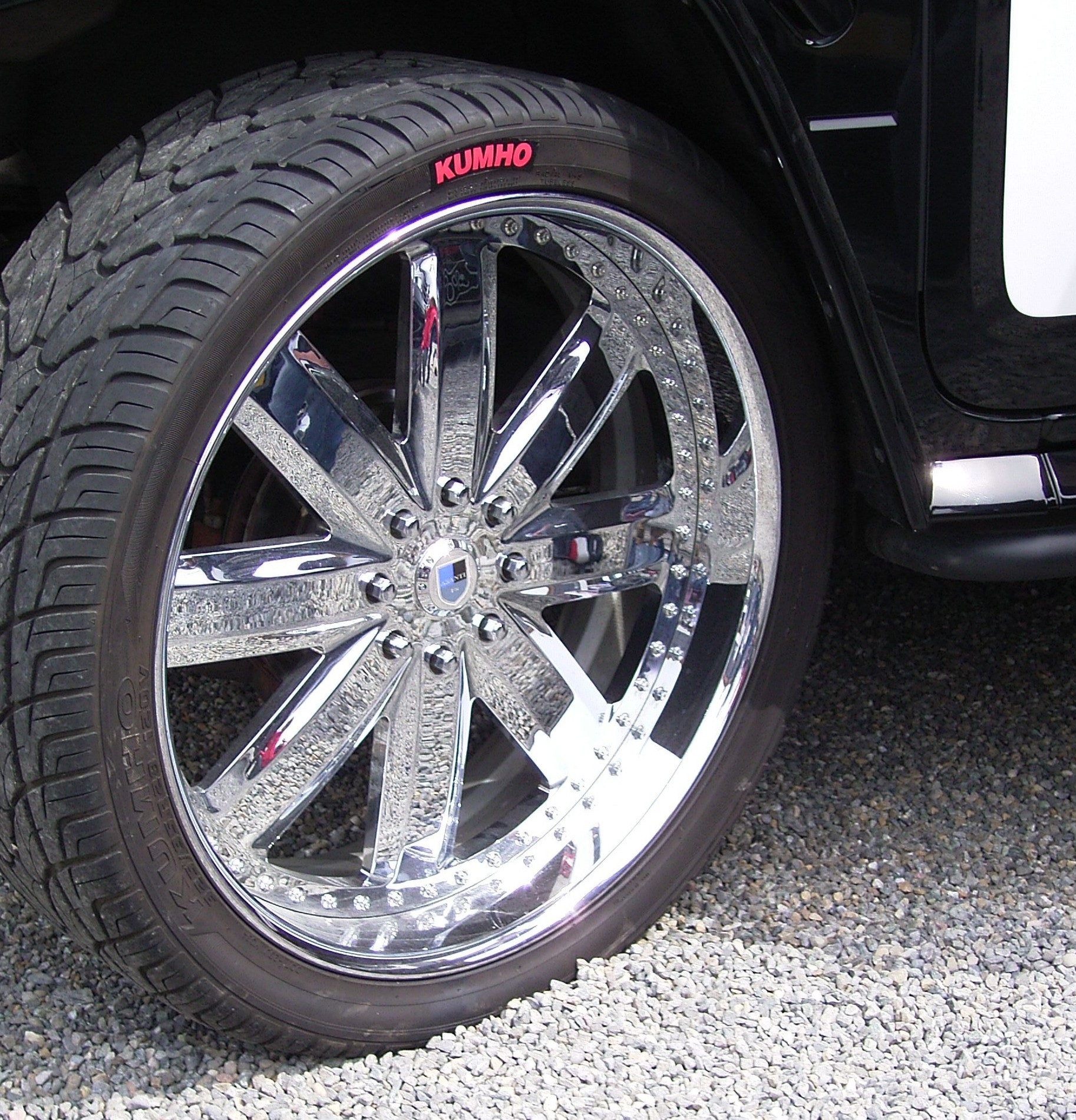
En bilfälg med förkromning.

Förkromning är en galvanisk ytbehandlingsteknik för elektroplätering av ett tunt skikt av krom på ett metallföremål. Det kromade skiktet kan vara dekorativt, ge korrosionsskydd, förenkla rengöring eller öka ythårdheten. Förkromning ska inte förväxlas med kromatering som är en förbehandling av exempelvis aluminium och magnesium.

## Process
Förkromning av en komponent innefattar vanligtvis dessa steg:
- Avfettning för att ta bort kraftig nedsmutsning
- Manuell rengöring för att ta bort alla rester av smuts och ytliga orenheter
- Olika förbehandlingar beroende på underlaget
- Placering i förkromningsbadet, där den värms till kromlösningens temperatur
- Pläteringsström tillämpas under erforderlig tid för att uppnå den önskade tjockleken

Det finns många variationer av denna process, beroende på vilken typ av substrat som pläteras. Olika substrat behöver olika etsningslösningar, till exempel saltsyra,  fluorväte och svavelsyra. 
Innan dekorativ förkromning sker förbereds komponenten genom olika poleringsprocesser. Det övergripande utseendet för dekorativ förkromning är endast så bra som förberedelse för komponenten.
De kemikalier som används vid förkromning är mycket giftiga. Hantering av kemikalierna regleras därför i de flesta länder.

### Sexvärt krom
Sexvärt krom, Cr+6, används vid dekorativ förkromning och hårdkromning. Vid förkromning med sexvärt krom används kromsyraanhydrid, även känd som kromtrioxid, som den viktigaste ingrediensen.

### Trevärt krom
Trevärt krom, Cr+3, används som alternativ till sexvärt krom för dekorativ förkromning och hårdförkromning. Dock uppfyller förkromning med trevärt krom inte samma egenskaper gällande korrosionsbeständighet som sexvärt krom och har därför inte kunnat ersätta denna vid krävande applikationer. Vid förkromning med trevärt krom används kromsulfat  eller kromklorid som den viktigaste ingrediensen.

## Olika typer
Förkromning kan appliceras på olika sätt beroende på vad syftet är, exempelvis dekorativ förkromning där utseendet har störst vikt eller hårdkromning där funktionen har störst betydelse. Skillnaden mellan dekorativ förkromning och hårdkromning är att dekorativ kromning nästan uteslutande sker ovanpå en yta som förnicklats, samt att kromskiktet är så tunt att hårdhetsprover inte kan genomföras utan att kromet spricker, då hårdkrom är tjockare kan hårdhetsprover utföras vilket har givit hårdkrom dess namn. Innehållet mellan de olika kromtyperna skiljer sig inte, utan endast tjockleken.

### Dekorativ
Dekoritv förkromning används för att bidra med estetiskt utseende samt för att ge detaljer längre livslängd tack vare korrosionsbeständighet. Tjocklek på dekorativt krom kan variera mellan 0.00005 och 0.0005 mm, vanligast är dock att tjockleken är mellan 0.0005 och 0.0018 mm. Exempel på produkter som använder dekorativ förkromning kan vara smycken, plasthandtag, verktyg och för detaljer i interiör inom fordonsindustrin. Förkromningen appliceras vanligtvis över en ljusare förnickling. Typiska basmaterial som förkromas är stål, aluminium, plast, kopparlegeringar, och zinklegeringar.

### Hårdkrom
Hårdkrom, även känt som industrikrom, används för att minska friktion, öka nötningsbeständighet eller för att öka skydd mot korrosion. Hårdkrom är tjockare än dekorativ krom och har vanligtvis en tjocklek mellan 0.0127 och 0.25 mm. Hårdkrom används vid ett antal olika användningsområden med olika krav på kvalitet, exempelvis korrosionstestas kromade kolvstängen med hjälp av saltspraytest. Exempel på produkter som hårdkromas är kolvstänger, kolvringar, gängor och insidan av mynningar på pistoler.